# Александър Имеретински
Александър Константинович Имеретински (на руски: Александр Константинович Имеретинский) е руски княз, офицер, генерал от пехотата, генерал-адютант. Участник в Руско-турската война (1877 – 1878).

## Биография
Александър Имеретински е роден на 24 декември 1837 г. в Московска губерния. Потомък е на царски грузински род от Имеретия и наследствен княз. Внук на царя на Грузия Давид II. Посвещава се на военната кариера. Възпитаник на Пажеския военен корпус.
От 1855 г. служи със звание прапорщик в конно-пионерен дивизион. По собствено желание е преведен в 14-и Гренадирски грузински полк (1857). Участва във военните действия за покоряването на Чечня и Дагестан през 1858 – 1859 г.
Завършва Николаевската военна академия на Генералния щаб на Руската армия (1861). Служи с военно звание щабскапитан в Отделния гвардейски корпус, а от 1862 г. е в Гвардейския генерален щаб.
В състава на кавалерията на гвардейския Варшавски отряд участва в потушаването на Полското въстание (1863 – 1864), за което Сенатът му присвоява титлата светлост. Заема редица командни длъжности във Варшавския военен окръг до 1873 г. Повишен е във военно звание генерал-майор.
Участва в Руско-турската война (1877 – 1878). Командирован в Дунавската руска армия. В началото на август 1877 г. е назначен за командир на 2-ра пехотна дивизия. Командир на Сборния отряд със задача да отвоюва Ловеч след превземането му от генерал-майор Рифат паша. На 19 август приема и одобрява плана, съставен по негова заповед от генерал-майор Михаил Скобелев, за овладяване на Ловеч. Началникът на щаба на отряда полковник Пьотр Паренсов съставя диспозицията на боя. След четиридневни боеве на 22 август 1877 г. Ловеч е превзет и генерал-майор Александър Имеретински изпраща знаменитата си телеграма до главнокомандващия княз Николай Николаевич:
„Ловеч е зает днес, 22 август, след дванадесетчасов бой, въпреки много упоритата съпротива на противника на естествено силна и укрепена позиция. Частите, повечето участващи в бой за пръв път, се биха юнашки. Герой на деня беше Скобелев. Загубите са още неизвестни. Искам разрешение от Зотов да настъпя на 24 август. Войските са крайно изнурени. Ако ни разрешите, ще настъпя утре, на 23-ти. Разгилдяев е ранен. 19 ч. 22 август, Ловеч.“
За действията при Ловеч е награден с Орден „Свети Георги“ IV ст. В Ловеч на гарнизон остава 2-ра бригада с командир генерал-майор Вадим Давидов, а отрядът на генерал-майор Александър Имеретински се насочва към Плевен.
Участва в третата атака на Плевен срещу армията на Осман паша. Награден е с Орден „Свети Георги“ III ст. През септември е повишен във военно звание генерал-лейтенант. Назначен е за началник на щаба на Западния отряд. Участва в действията по обсадата на Плевен под командването на генерала от инженерните войски Едуард Тотлебен. След превземането на града е началник на щаба на Русчушки отряд. До края на войната е началник на щаба на Действащата руска армия на Балканския полуостров. Организира връщането на армията в Русия.
След войната е началник на щаба на Гвардията и Санктпетербургския военен окръг. Кавалер на висшия военен Орден „Свети Александър Невски“ (1885). Началник на Главното военно-съдебно управление и главен военен прокурор (1881 – 1891). Повишен е във военно звание генерал от пехотата от 1891 г. Назначен е за член на Държавния съвет от 1892 г. Командир на войските на Варшавския военен окръг и Варшавски генерал-губернатор от 1 януари 1897 г.
Женен е за Анна Мордвинова (1841 – 1914), дъщеря на известния художник-пейзажист Александър Мордвинов.

### Памет
Признателните ловешки граждани издигат на мястото на военните действия Белия паметник на руските части, участвали във второто освобождение на града. Имената на руските командири се водят от генерал-майор княз Александър Имеретински. Централна улица в Ловеч е наименувана „Генерал-майор княз Александър Имеретински“.